# Фрейдкин, Марк Иехиельевич
Марк Иехие́льевич Фре́йдкин (14 апреля 1953 — 4 марта 2014) — советско-российский поэт, прозаик, переводчик, автор и исполнитель песен.

## Биография
Родился в Ленинабаде (ныне Худжанд, Таджикистан). Учился в московской английской спецшколе № 9. Переводил английскую (Бен Джонсон, Роберт Бёрнс, Чарлз Лэм, Хилэр Беллок, Томас Харди, Эзра Паунд, Роальд Даль, Эдвард Лир и. др.) и французскую (Малларме, Жарри, Руссель, Брассенс) поэзию. Руководил издательством «Carte blanche», выпустившим в начале 1990-х несколько важных книг, в том числе капитальное избранное Ольги Седаковой, Бабель /Babel М. Ямпольского и А. Жолковского, первопроходческую серию зарубежной лирики Licentia Poetica, в которой вышли книги Борхеса, Клоделя, Паунда, Йейтса, Гейма, Бенна, Тракля, Бонфуа и др. Был директором и владельцем первого в Москве частного книжного магазина «19 октября».
Скончался 4 марта 2014 г. в Москве после долгой болезни. Похоронен на Востряковском кладбище (уч. 43).

## Творчество
Опубликовал несколько книг прозы. Осенью 2012 года вышло собрание сочинений Фрейдкина, состоящее из трёх томов (Проза, Стихи и песни, Переводы).
В течение нескольких десятилетий писал песни — как на собственные, так и на чужие стихи, кроме того, переводил на русский тексты песен Ж. Брассенса. Исполнял свои песни вместе с музыкальной группой «Гой», большинство участников которой, как и сам Фрейдкин, в своё время учились в английской школе на севере Москвы (бывшая спецшкола № 9). Неоднократно концертировал в Германии, США, Франции и Израиле.

### Поэзия
- Песни. - М.: Carte blanche; Бумаж. галерея, 2003. - 175 с.

### Проза
- Главы из книги жизни. - М.: Carte blanche; ТМК СССР, 1990. - 107 с.
- Опыты / [Вступ. ст. А. К. Жолковского]. - М: Carte blanche, 1994. - 399 с.
- Каша из топора. - М.: Время, 2009. - 319 с.

### Переводы
- Лир Э. Книга бессмыслиц / Пер. с англ. М. Фрейдкина; [вступ. ст. Н. Демуровой]; рис. авт. - М.: Рудомино, 1992. - 253 с.
- Беллок Х. Избранные назидательные стихотворения. — М.: Carte blanche, 1994.
- Английская абсурдная поэзия / Пер. М. Фрейдкина; предисл. Н. Демуровой; рис. Э. Лира, Н. Бентли. - М.: Carte blanche, 1998. - 221 с.

## Альбомы
- «Эта собачья жизнь» (1997)
- «Песни Ж. Брассенса и запоздалые романсы» (1997)
- «Меж ещё и уже» (2000)
- «Последние песни» (2002)
- «Король мудаков» (2005)
- «Блюз для дочурки» (2010)

### Песни в неавторском исполнении
- Тонкий шрам на любимой попе (2003) — песни Марка Фрейдкина исполняют Андрей Макаревич, Максим Леонидов, Евгений Маргулис, Татьяна Лазарева, Алёна Свиридова и Оркестр креольского танго.
- Песня о всеобщей утрате невинности (1998) — песню исполняет Андрей Макаревич.

## Журнальные публикации
- Фрейдкин, Марк Иехиельевич в «Журнальном зале»